# Motoichi Kumagai
Pour les articles homonymes, voir Kumagai.
Motoichi Kumagai (熊谷 元一, Kumagai Motoichi, 12 juillet 1909 – 6 novembre 2010) est un photographe japonais et illustrateur de livres pour enfants, connu pour sa représentation de la vie rurale et scolaire.
Né à Ōchi, à présent Achi, district de Shimoina dans la préfecture de Nagano, Kumagai travaille de 1930 à 1933 comme instituteur. Son premier ouvrage pour enfant est publié dans le numéro du mois de mai 1932 du magazine Kodomo no Kuni. En 1936, il achète un appareil photo de la marque Pearlette (une déclinaison Konishiroku de la Vest Pocket de Kodak), avec une simple lentille ménisque, et commence à l'utiliser pour photographier la vie du village. Sa première collection de photographies est publiée deux ans plus tard par Asahi Shinbunsha. En 1939, il vient à Tokyo comme photographe du gouvernement puis est envoyé trois fois au Mandchoukuo. Après la guerre, il retourne enseigner dans son village.
Un album de photographies de la vie scolaire publié par Iwanami Shoten en 1955 remporte le prix photographique Mainichi Shimbun.
Kumagai publie des livres pour les enfants ainsi que des albums de photographies. Ses photographies font partie de la collection permanente du musée métropolitain de photographie de Tokyo et un volume de la série Nihon no Shashinka est consacré à cette activité. Il a reçu plusieurs récompenses pour son travail, en particulier depuis 1990 environ. Le village d'Achi a créé un musée, Kumagai Motoichi Shashin Dōgakan, consacré à l'exposition permantente de son œuvre.
Il meurt en 2010 dans une maison de retraite à Tokyo, de causes naturelles.

## Ouvrage
De 1936 à 2008, Motoichi Kumagai a illustré de nombreux ouvrages, tels que Gakkō ehon: Shūshin no maki (1936), Furusato monogatari (1949), Kowashimizu (1985) et Shinshū Shōwa no gen-fūkei: Kumagai Motoichi Hakuju kinen shashinshū (2008). Il est aussi l'auteur de Warabe-uta (1966) et Kodomo sekai no gen-fūkei (2007).